# Championnat d'Autriche féminin de football 2019-2020
Navigation
Édition précédente Édition suivante
La saison 2019-2020 du Championnat d'Autriche féminin de football (Österreichische Fußball-Frauenmeisterschaft) est la quarante-huitième saison du championnat. La saison a été abandonnée mi-avril 2020 en raison de la pandémie de Covid-19. 

## Organisation
La compétition se déroule en mode championnat, chaque équipe joue deux fois contre chaque équipe adverse participante, une fois à domicile et une fois à l'extérieur.

### Classement
| Rang | Équipe                         | Pts | J | G | N | P | Bp | Bc | Diff |
| ---- | ------------------------------ | --- | - | - | - | - | -- | -- | ---- |
| 1    | SKN St. Pölten Frauen T        | 27  | 9 | 9 | 0 | 0 | 58 | 5  | +53  |
| 2    | SG Austria Vienne/USC Landhaus | 20  | 9 | 6 | 2 | 1 | 30 | 10 | +20  |
| 3    | SK Sturm Graz                  | 19  | 9 | 6 | 1 | 2 | 24 | 11 | +13  |
| 4    | SV Neulengbach                 | 16  | 9 | 5 | 1 | 3 | 18 | 15 | +3   |
| 5    | SKV Altenmarkt                 | 10  | 9 | 3 | 1 | 5 | 9  | 21 | -12  |
| 6    | FC Südburgenland               | 10  | 9 | 3 | 1 | 5 | 12 | 25 | -13  |
| 7    | FC Bergheim                    | 10  | 9 | 3 | 1 | 5 | 10 | 26 | -16  |
| 8    | SV Horn                        | 7   | 9 | 2 | 1 | 6 | 10 | 21 | -11  |
| 9    | FFC Vorderland                 | 7   | 9 | 2 | 1 | 6 | 6  | 17 | -11  |
| 10   | FC Wacker Innsbruck            | 3   | 9 | 0 | 3 | 6 | 14 | 40 | -26  |

| Légende : Qualifications et relégations | Légende : Qualifications et relégations                            |
| --------------------------------------- | ------------------------------------------------------------------ |
|                                         | Ligue des champions féminine de l'UEFA 2020-2021                   |
|                                         | Relégué en deuxième division                                       |
|                                         | T : Tenant du titre P : Promu C : Vainqueur de la Coupe d'Autriche |

## Bilan de la saison
| Championnat d'Autriche féminin de football 2019-2020   |                       |
| Champion                                               | aucun                 |
| Coupes et trophées                                     |                       |
| Vainqueur de la Coupe d'Autriche 2019-2020             | compétition annulée   |
| Qualifications continentales                           |                       |
| Ligue des champions féminine de l'UEFA 2020-2021       | SKN St. Pölten Frauen |
| Promotions et relégations                              |                       |
| Promus en Championnat d'Autriche féminin de football   | aucun                 |
| Relégués en Championnat d'Autriche féminin de football | aucun                 |